# USS Hornet (CV-12)
USS Hornet (CV/CVA/CVS-12) là một trong số 24 tàu sân bay của Hải quân Hoa Kỳ thuộc lớp Essex. Được chế tạo vào tháng 8 năm 1942; ban đầu nó được đặt tên là USS Kearsarge, nhưng sau đó nó được đổi tên nhằm tôn vinh chiếc Hornet (CV-8) vốn đã bị mất tại Mặt trận Thái Bình Dương vào tháng 10 năm 1942. Do đó nó trở thành chiếc tàu chiến thứ tám của Hải quân Mỹ mang cái tên này.
Hornet được đưa vào biên chế từ tháng 11 năm 1943, và sau ba tháng huấn luyện đã gia nhập lực lượng Hạm đội Hoa Kỳ trong cuộc chiến tại Thái Bình Dương. Nó đóng một vai trò quan trọng trong các chiến dịch của Thế Chiến II, và cũng tham gia chiến dịch Magic Carpet (chiếc thảm thần) đưa quân đội quay về Mỹ. Trong những năm sau đó, nó từng phục vụ trong Chiến tranh Việt Nam, và cũng tham gia vào chương trình Apollo, vớt các nhà phi hành vũ trụ khi họ quay trở về sau khi đặt chân lên Mặt Trăng.
Hornet cuối cùng được cho xuất biên chế vào năm 1970. Nó được tặng thưởng danh hiệu Đơn vị Tuyên dương Tổng thống cùng bảy Ngôi sao Chiến trận do thành tích phục vụ trong Thế Chiến II, và sau này được tặng thưởng sáu Ngôi sao Chiến trận khi hoạt động tại Việt Nam. Con tàu sau đó được công nhận là một Di tích Lịch sử Quốc gia, và vào năm 1998 nó được mở ra cho công chúng như một tàu bảo tàng nổi tại Căn cứ Không lực Hải quân Alameda trước đây ở Alameda, California.

## Thiết kế và chế tạo

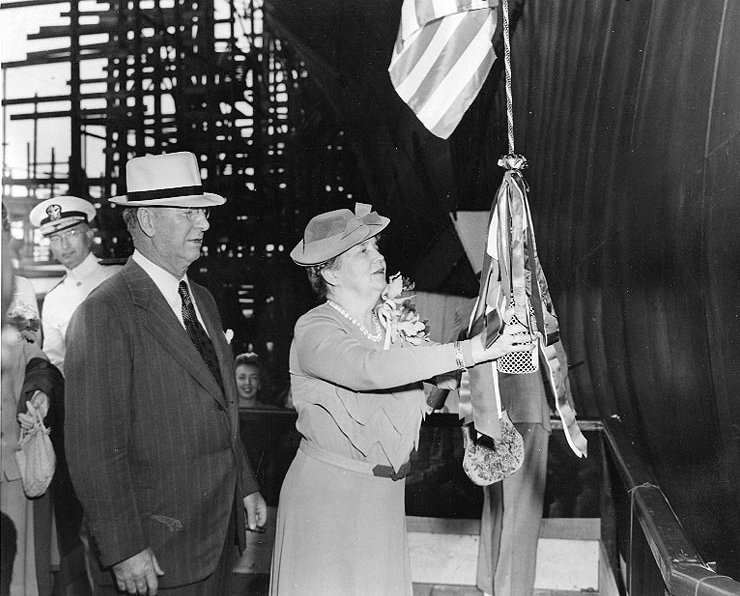
Bộ trưởng Hải quân Frank Knox cùng phu nhân, người đỡ đầu cho chiếc Hornet, đang hạ thủy con tàu. Ngày 30 tháng 8 năm 1943.

Hợp đồng chế tạo chiếc Kearsarge được trao cho Xưởng đóng tàu Newport News vào ngày 9 tháng 9 năm 1940, và lườn của nó bắt đầu được đặt vào ngày 3 tháng 8 năm 1942. Sau khi chiếc tàu sân bay Hornet (CV-8) bị đánh chìm trong trận Santa Cruz vào ngày 26 tháng 10 năm 1942, lườn của chiếc CV-12 được đặt lại tên là Hornet. Nó được hạ thủy vào ngày 30 tháng 8 năm 1943, được đỡ đầu bởi bà Annie Knox (phu nhân của Bộ trưởng Hải quân Frank Knox), và được cho nhập biên chế vào ngày 29 tháng 11 năm 1943. Vị chỉ huy đầu tiên của con tàu là Hạm trưởng, Đại tá Hải quân (sau này là Phó Đô Đốc) Miles R. Browning.

## Lịch sử hoạt động

### Thế Chiến II: 1944 - 1947
Hornet tiến hành chạy thử máy và huấn luyện ngoài khơi Bermuda trước khi rời Norfolk, Virginia ngày 14 tháng 2 năm 1944 để tham gia lực lượng đặc nhiệm tàu sân bay nhanh vào ngày 20 tháng 3 tại đảo san hô Majuro trong quần đảo Marshall. Sau khi tham gia hỗ trợ trên không bảo vệ cho cuộc chiếm đóng các bãi biển ở New Guinea, nó thực hiện các cuộc không kích quy mô lớn nhắm vào các căn cứ của quân Nhật trên quần đảo Caroline và chuẩn bị hỗ trợ cho cuộc tấn công đổ bộ nhằm chiếm đóng quần đảo Mariana.
Vào ngày 11 tháng 6 năm 1944, Hornet tung ra các cuộc không kích nhắm vào Tinian và Saipan. Trong ngày hôm sau nó tiến hành các cuộc ném bom lớn trên các đảo Guam và Rota. Trong các ngày 15 và 16 tháng 6, nó tấn công các sân bay đối phương trên các đảo Iwo Jima và Chichi Jima nhằm ngăn ngừa các cuộc không kích vào lực lượng Đồng Minh đang đổ bộ lên Saipan trong quần đảo Mariana. Trưa ngày 18 tháng 6 năm 1944, Hornet hợp cùng lực lượng đặc nhiệm tàu sân bay nhanh để đánh chặn Hạm đội Liên hợp Nhật Bản đang di chuyển qua biển Philippines để hướng đến Saipan. Trận chiến biển Philippines mở đầu vào ngày 19 tháng 6 năm 1944 khi Hornet tung ra các đợt không kích nhằm tiêu diệt càng nhiều càng tốt các máy bay đặt căn cứ trên đất liền trước khi các máy bay trên tàu sân bay đến được chiến trường.
Lực lượng đối phương tiếp cận các tàu sân bay Mỹ với bốn đợt tấn công lớn, vốn là phi công trẻ tuổi nhưng hoàn toàn thiếu kinh nghiệm. Các máy bay tiêm kích từ Hornet và các tàu sân bay khác, vốn gồm các phi công cựu binh đã hoàn thiện kỹ năng của họ đến mức hoàn hảo, đã phá vỡ và đập tan mọi cuộc tấn công trước khi máy bay Nhật có thể đến được lực lượng đặc nhiệm. Hầu như mọi chiếc máy bay Nhật Bản đều bị bắn rơi trong các cuộc không chiến vĩ đại diễn ra trong ngày 19 tháng 6 năm 1944, đã trở nên nổi tiếng dưới tên gọi "The Marianas Turkey Shoot" (Cuộc săn vịt trời Mariana hay Trận bắn gà Mariana). Khi Hạm đội Liên hợp Nhật Bản rút lui vào ngày 20 tháng 6, các tàu sân bay Mỹ đã tung ra cuộc không kích tầm xa đánh chìm được tàu sân bay Hiyō và làm hư hỏng nặng hai tàu chở dầu đến mức phải bỏ tàu và đánh đắm. Báo cáo của Đô đốc Jisaburō Ozawa trong ngày 20 tháng 6 năm 1944 cho thấy lực lượng không quân của ông còn lại chỉ có 35 máy bay có khả năng hoạt động trong tổng số 430 chiếc ông có được lúc bắt đầu trận chiến biển Philippines.
Hornet, đặt căn cứ tại Eniwetok trong quần đảo Marshall, đã tấn công các cứ điểm đối phương trải dài từ Guam đến quần đảo Bonin, sau đó tập trung vào Palaus, trong suốt khu vực biển Philippines, và đến các căn cứ đối phương tại Okinawa và Đài Loan. Máy bay của nó đã hỗ trợ trực tiếp cho lực lượng đổ bộ lên đảo Leyte ngày 20 tháng 10 năm 1944. Trong quá trình Hải chiến vịnh Leyte, nó tung ra các cuộc tấn công và gây thiệt hại cho lực lượng chính của Hạm đội Nhật Bản trong trận chiến ngoài khơi Samar, truy kích hạm đội đối phương đang rút lui qua biển Sibuyan về hướng Borneo.
Trong những tháng sau đó, Hornet tấn công các tàu bè và sân bay đối phương tại khu vực Philippines, kể cả một đợt không kích tiêu diệt trọn một đoàn tàu vận tải Nhật trong vịnh Ormoc. Vào ngày 30 tháng 12 năm 1944 nó rời Ulithi trong khu vực quần đảo Caroline để tấn công vào Đài Loan, Đông Dương thuộc Pháp và quần đảo Bành Hồ. Trên đường quay về Ulithi, máy bay của Hornet đã tiến hành trinh sát bằng hình ảnh Okinawa trong ngày 22 tháng 1 năm 1945 nhằm giúp cho việc vạch kế hoạch tấn công lên "hòn đảo cuối cùng bước đến Nhật Bản".

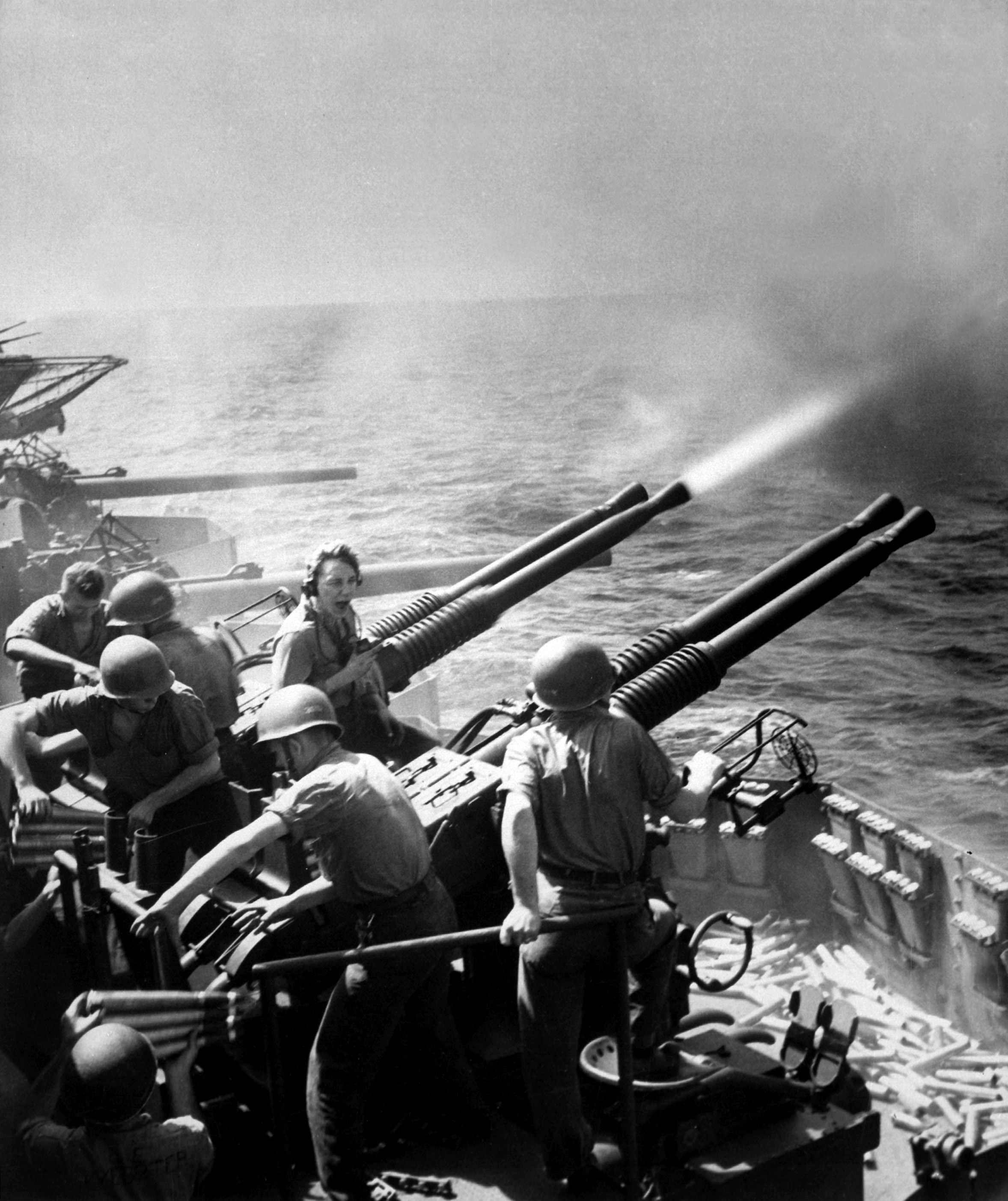
Các khẩu pháo 40mm trên chiếc Hornet khai hỏa trong ngày 16 tháng 2 năm 1945, trong khi máy bay của nó ném bom xuống Tokyo.

Hornet lại rời khỏi Ulithi ngày 10 tháng 2 để tung ra một cuộc không kích toàn diện vào Tokyo, sau đó nó hỗ trợ cho cuộc tấn công đổ bộ lên Iwo Jima trong các ngày 19 và 20 tháng 2 năm 1945.
Các cuộc không kích được tiếp tục thực hiện lặp lại tại các tổ hợp công nghiệp Tokyo, và Okinawa cũng bị ném bom dữ dội. Vào ngày 1 tháng 4 năm 1945, máy bay của Hornet trực tiếp hỗ trợ cho các cuộc tấn công đổ bộ lên Okinawa. Vào ngày 6 tháng 4, máy bay của nó đã tấn công và đánh chìm chiếc thiết giáp hạm khổng lồ Nhật Bản Yamato và lực lượng đặc nhiệm của nó khi chúng đến gần Okinawa. Trong hai tháng tiếp theo sau, Hornet chuyển đổi giữa nhiệm vụ hỗ trợ trên không cho lực lượng mặt đất tại Okinawa và các cuộc không kích nhằm phá hủy khả năng công nghiệp của Nhật Bản. Nó gặp phải một cơn bão to vào ngày 4 đến ngày 5 tháng 6 năm 1945 làm bong đi khoảng 8 m (25 ft) sàn đáp phía trước.
Trong 16 tháng liên tục, nó đã hoạ̀t động tại tuyến đầu của Mặt trận Thái Bình Dương, đôi khi chỉ cách các hòn đảo chính quốc Nhật Bản không quá 40 dặm. Bị tấn công từ trên không 59 lần, nó không hề bị đánh trúng lần nào. Máy bay của nó đã phá hủy được 1.410 máy bay Nhật; chỉ có chiếc tàu sân bay Essex (CV-9) vượt qua được thành tích kỷ lục này. Mười phi công của nó đã đạt được danh hiệu "Ách trong vòng một ngày"; và 30 trong số 42 phi công của Phi đội VF-2 Hellcat là "Ách". Trong vòng một ngày, máy bay của nó đã bắn rơi được 72 máy bay đối phương; và trong vòng một tháng đã bắn rơi 255 máy bay. Hornet đã hỗ trợ gần như tất cả các cuộc đổ bộ tại Mặt trận Thái Bình Dương sau tháng 3 năm 1944. Máy bay của nó cũng đã phá hủy hoặc làm hư hại 1.269.710 tấn tàu bè đối phương, và đã đánh trúng những phát chí mạng đầu tiên giúp đánh chìm chiếc thiết giáp hạm Yamato.
Hornet được tặng thưởng bảy Ngôi sao Chiến trận vì thành tích phục vụ trong Thế Chiến II, và là một trong số chín tàu sân bay được trao tặng danh hiệu Đơn vị Tuyên dương Tổng thống.
Sau cơn bão, Hornet quay về Philippines rồi tiếp tục đi về San Francisco, đến nơi ngày 7 tháng 7 năm 1945. Việc đại tu hoàn tất vào ngày 13 tháng 9 năm 1945 khi nó lên đường tham gia vào chiến dịch Magic Carpet đưa quân nhân Hoa Kỳ trú đóng tại Mariana và quần đảo Hawaii quay về nhà. Nó về đến San Francisco ngày 9 tháng 2 năm 1946; tại đây nó được cho xuất biên chế vào ngày 15 tháng 1 năm 1947, và được đưa về Hạm đội Dự bị Thái Bình Dương.

### Căng thẳng thời bình: 1951 - 1959

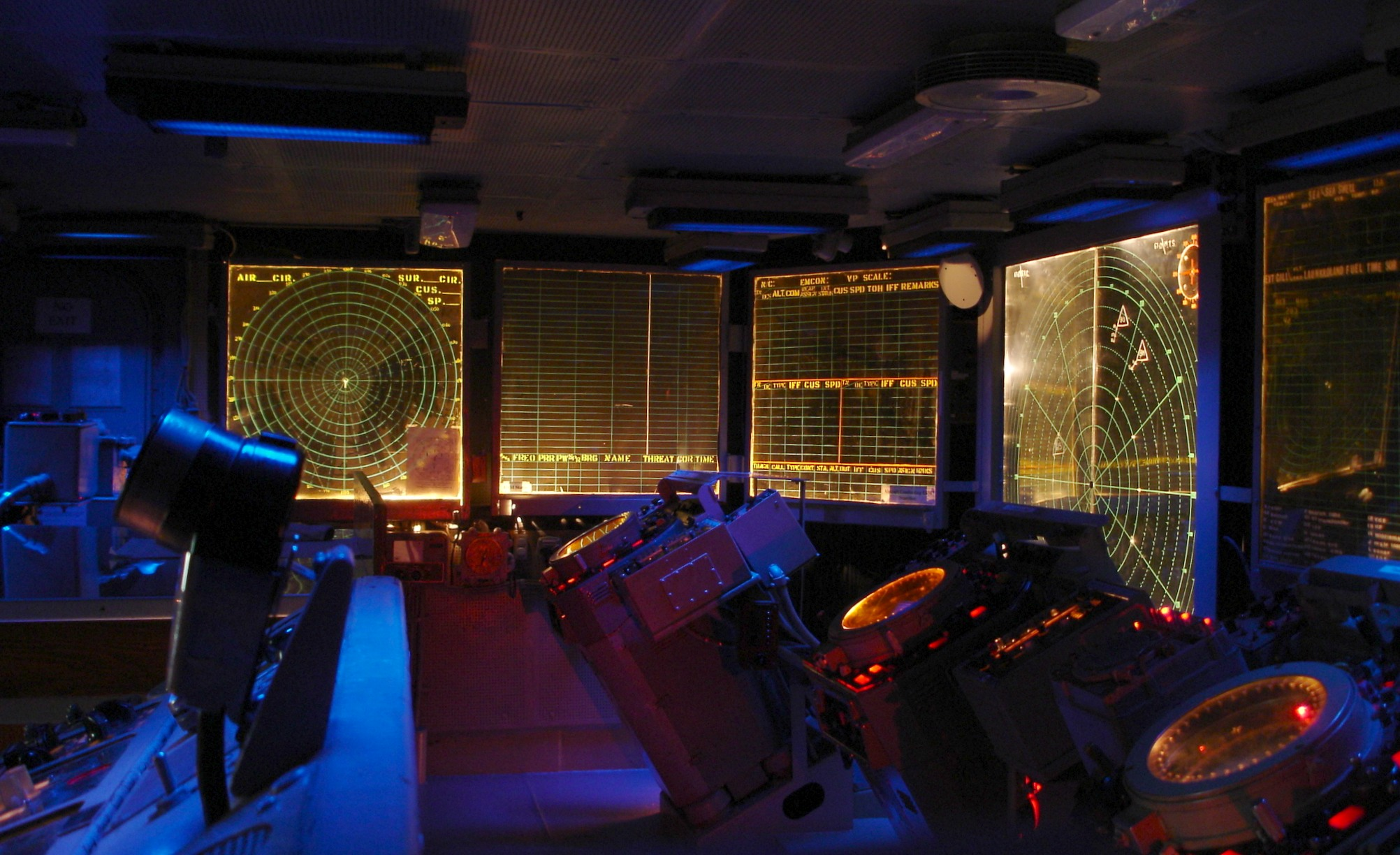
Trung tâm Thông tin Hành quân (CIC: Combat Information Center) trong ánh đèn mờ.

Hornet được cho tái biên chế trở lại vào ngày 20 tháng 3 năm 1951, khi nó rời San Francisco lên đường đến Xưởng Hải quân New York vào ngày 12 tháng 5 năm 1951, nơi nó được cải biến theo chương trình SCB-27A để trở thành một tàu sân bay tấn công. Vào ngày 11 tháng 9 năm 1953, nó đi vào hoạt động như tàu sân bay tấn công mang số hiệu CVA-12. Con tàu tiến hành huấn luyện trong vùng biển Caribbe trước khi khởi hành từ Norfolk ngày 11 tháng 5 năm 1954 thực hiện chuyến đi vòng quanh thế giới kéo dài trong tám tháng.
Sau các hoạt động tại Địa Trung Hải và Ấn Độ Dương, Hornet gia nhập lực lượng cơ động của Đệ Thất Hạm đội tại khu vực biển Đông để tìm kiếm những người còn sống sót trên một máy bay hành khách của hãng Cathay Pacific bị máy bay Cộng sản Trung Quốc bắn rơi gần đảo Hải Nam. Ngày 25 tháng 7, máy bay của Hornet yểm trợ cho máy bay từ tàu sân bay Philippine Sea (CV-47) khi họ bắn rơi hai chiếc máy bay tiêm kích Trung Quốc đang tìm cách tấn công. Khi các căng thẳng đã dịu bớt, nó quay về San Francisco ngày 12 tháng 12 năm 1954, tiến hành huấn luyện ngoài khơi San Diego, rồi lại khởi hành ngày 4 tháng 5 năm 1955 để gia nhập lực lượng của Đệ Thất hạm đội tại Viễn Đông.
Hornet giúp yểm trợ cho cuộc di cư của người Việt từ miền Bắc do phía Cộng sản kiểm soát vào Nam Việt Nam, sau đó tiến hành các hoạt động huấn luyện sẵn sàng chiến đấu trải dài từ Nhật Bản đến Okinawa, Đài Loan và Philippines cùng Đệ Thất Hạm Đội. Nó quay về San Diego ngày 10 tháng 12 năm 1955 và vào Xưởng hải quân Puget Sound, Bremerton, Washington một tháng sau đó để được bảo trì và thực hiện các cải biến theo chương trình SCB-125, bao gồm một mũi tàu chống bão và một sàn đáp chéo góc, cho phép đồng thời phóng và thu hồi máy bay.
Sau khi hoàn tất việc đại tu và cải biến, Hornet hoạt động dọc theo bờ biển ngoài khơi California. Nó rời San Diego ngày 21 tháng 1 năm 1957 để tăng cường sức mạnh cho Đệ Thất Hạm Đội cho đến khi nó rời vùng Viễn Đông đầy sôi động vào ngày 25 tháng 7 năm 1957.
Tiếp theo một hành trình tương tự kéo dài từ ngày 6 tháng 1 đến ngày 2 tháng 7 năm 1958, chiếc tàu sân bay được đổi số hiệu thành CVS-12, một tàu sân bay chống tàu ngầm. Vào tháng tháng 8, nó lại vào Xưởng hải quân Puget Sound để được cải biến các thiết bị cho vai trò mới. Ngày 3 tháng 4 năm 1959, nó khởi hành từ Long Beach để gia nhập Đệ Thất Hạm Đội trong thực hành chiến thuật chống tàu ngầm, hoạt động trong vùng biển Nhật Bản, Okinawa và Philippines. Nó quay trở về nhà vào tháng 10 để thực hành huấn luyện dọc theo bờ biển phía Tây nước Mỹ.

### Chiến tranh Việt Nam và các chuyến bay vũ trụ: 1960 - 1970

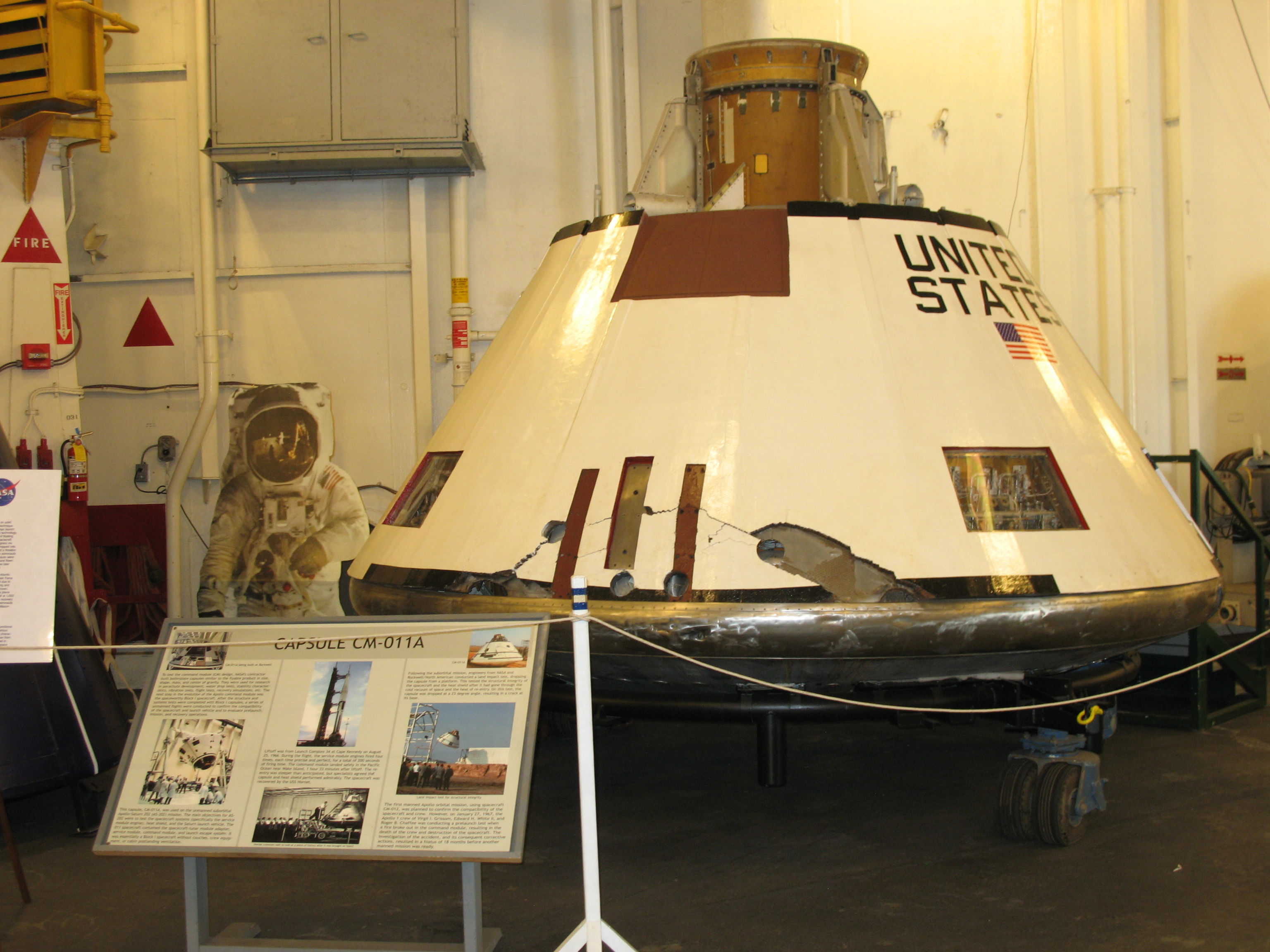
Chương trình vũ trụ Apollo được triển lãm trên chiếc Hornet.

Trong những năm sau đó, Hornet thường được bố trí đến Đệ Thất Hạm Đội để hoạt động ngoài khơi bờ biển Nam Việt Nam kéo dài đến Nhật Bản, Philippines và Okinawa; và nó cũng góp phần quan trọng trong Chương trình Apollo, như là tàu sân bay thu hồi cho các chuyến bay có và không có người lái.
Ngày 25 tháng 8 năm 1966, nó là tàu thu hồi cho chuyến bay AS-202, chuyến bay không người lái thứ hai thử nghiệm module Chỉ huy và Dịch vụ Apollo. Con tàu vũ trụ được phóng đi ba-phần-tư quỹ đạo vòng quanh Trái Đất trong 93 phút trước khi đáp xuống gần đảo Wake. Module chỉ huy này hiện nay đang được trưng bày trên tàu bảo tàng Hornet.
Hornet quay về Long Beach ngày 8 tháng 9 năm 1966, nhưng sau đó quay trở lại vùng Viễn Đông ngày 27 tháng 3 năm 1967. Nó đến Nhật Bản đúng một tháng sau đó, và rời Sasebo ngày 19 tháng 5 để đi đến khu vực chiến sự. Nó hoạt động ở vùng biển ngoài khơi Việt Nam suốt phần còn lại của mùa Xuân và gần hết mùa Hè năm 1967.

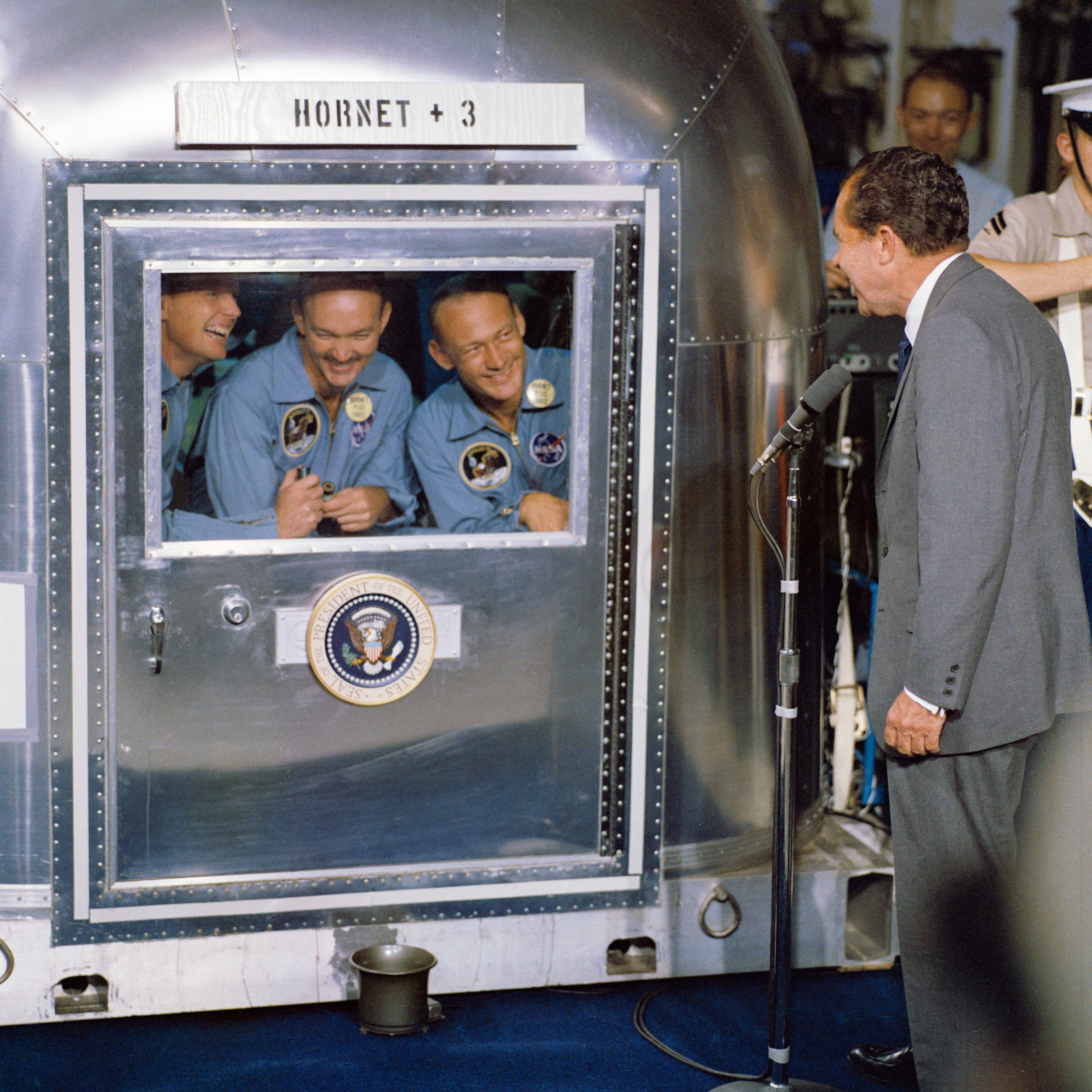
Đội bay Apollo 11: Neil A. Armstrong, Michael Collins, Edwin Aldrin, bên trong khối Cách ly Di động, đang được Tổng thống Nixon chào mừng trên chiếc USS Hornet.

Hornet đóng góp phần đáng kể nhất của nó Chương trình Apollo khi nó tham gia vớt các nhà du hành vũ trụ sau chuyến đặt chân đầu tiên lên Mặt Trăng, chuyến bay Apollo 11, vào ngày 24 tháng 7 năm 1969. Tổng thống Richard Nixon đã có mặt trên chiếc tàu sân bay để chào mừng các phi hành gia quay trở về mặt đất, nơi họ sống cách ly trên chiếc Hornet trước khi được chuyển về Phòng thí nghiệm Tiếp nhận Mặt Trăng tại Houston. Những bước chân đầu tiên trên mặt đất của những người đã đặt chân lên Mặt Trăng Neil Armstrong và Buzz Aldrin, cùng phi công module chỉ huy Michael Collins, được đánh dấu trên sàn của sàn chứa máy bay, như là một phần của triển lãm chương trình Apollo trên tàu bảo tàng Hornet.
Hornet một lần nữa phục vụ cho chương trình thám hiểm vũ trụ khi tham gia thu hồi tàu Apollo 12 vào ngày 24 tháng 11 năm 1969. Những phi hành gia đặt chân lên Mặt Trăng Charles Conrad, Jr. và Alan L. Bean cùng phi công module chỉ huy Richard F. Gordon, Jr. được vớt lên từ địa điểm hạ cánh gần đảo Samoa.

### Nghỉ hưu - từ 1970 đến nay
Hornet được cho ngừng hoạt động lần cuối cùng vào ngày 26 tháng 6 năm 1970, và được rút khỏt danh sách Đăng bạ Hải quân vào ngày 25 tháng 7 năm 1989. Đến năm 1991, nó được công nhận là một Di tích Lịch sử Quốc gia.
Vào ngày 17 tháng 10 năm 1998, nó được mở ra cho công chúng tham quan như một bảo tàng tại Căn cứ Không lực Hải quân Alameda trước đây ở Alameda, California. Nó được công nhận là Di tích Lịch sử bang California vào năm 1999. Hornet trở thành địa điểm tổ chức nhiều sự kiện quốc gia, trong đó có việc chính thức khai trương website "Military.com" vào năm 1999. Cũng trong năm 1999 nó trở thành đề tài chính của loạt phim truyền hình JAG,với nhiều cảnh được quay trực tiếp trên tàu; và đến năm 2004 nó được sử dụng làm bối cảnh cho nhiều đoạn trong bộ phim xXx: State of the Union có diễn viên Ice Cube tham gia đóng.

## Phần thưởng
Hornet được tặng thưởng danh hiệu Đơn vị Tuyên dương Tổng thống cùng bảy Ngôi sao Chiến trận do thành tích hoạt động trong Thế Chiến II. Nó tiếp tục được trao tặng sáu Ngôi sao Chiến trận khác khi phục vụ trong cuộc Chiến tranh Việt Nam.
| Bronze star · Bronze star |                           |                                         |
|                           |                           | Silver star · Bronze star · Bronze star |
|                           |                           | Bronze star                             |
| Bronze star               | Silver star · Bronze star |                                         |
|                           | Bronze star               |                                         |

| Đơn vị Tuyên Dương Tổng thống                                       | Đơn vị Tuyên Dương Tổng thống                                              | Đơn vị Tuyên dương Anh dũng Hải quân với 2 Ngôi sao Chiến trận             | Đơn vị Tuyên dương Anh dũng Hải quân với 2 Ngôi sao Chiến trận          |
| Huân chương Phục vụ Trung Hoa                                       | Huân chương Chiến dịch Hoa Kỳ                                              | Huân chương Chiến dịch Hoa Kỳ                                              | Huân chương Chiến dịch Châu Á-Thái Bình Dương với 7 Ngôi sao Chiến trận |
| Huân chương Chiến thắng Thế Chiến II                                | Huân chương Phục vụ Chiếm đóng Hải quân                                    | Huân chương Phục vụ Chiếm đóng Hải quân                                    | Huân chương Phục vụ Phòng vệ Quốc gia với 1 Ngôi sao Chiến trận         |
| Huân chương Viễn chinh Lực lượng Vũ trang với 1 Ngôi sao Chiến trận | Huân chương Phục vụ Việt Nam với 6 Ngôi sao Chiến trận                     | Huân chương Phục vụ Việt Nam với 6 Ngôi sao Chiến trận                     | Đơn vị Tuyên dương Tổng thống Philippines                               |
| Huân chương Anh Dũng Bội Tinh (Việt Nam Cộng Hòa)                   | Huân chương Giải phóng Philippines với 1 Ngôi sao Chiến trận (Philippines) | Huân chương Giải phóng Philippines với 1 Ngôi sao Chiến trận (Philippines) | Huân chương Chiến dịch Bội Tinh (Việt Nam Cộng Hòa)                     |